# Penaeopsis serrata
Penaeopsis serrata är en kräftdjursart som beskrevs av Charles Spence Bate 1881. Penaeopsis serrata ingår i släktet Penaeopsis och familjen Penaeidae. Inga underarter finns listade i Catalogue of Life.

## Bildgalleri

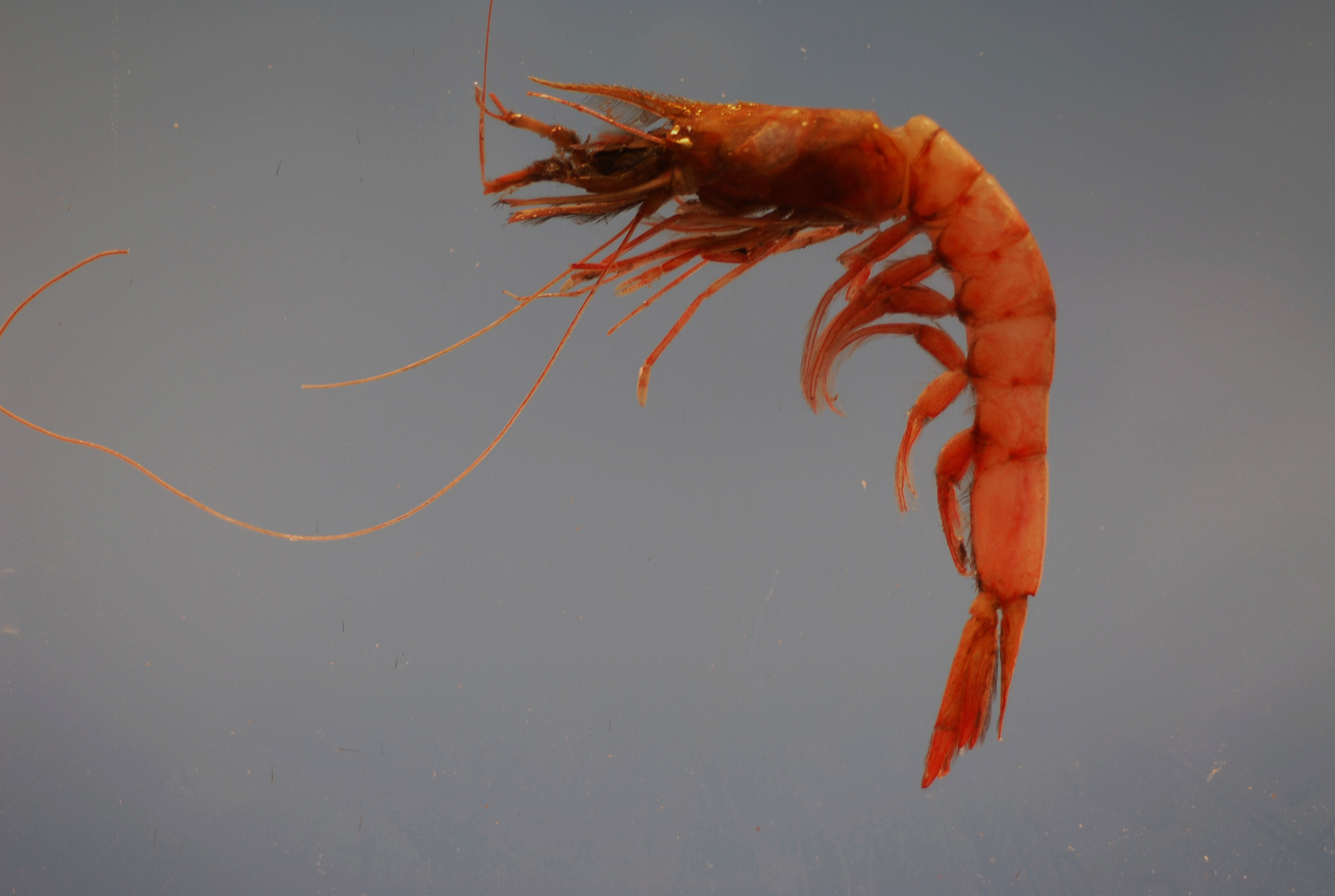
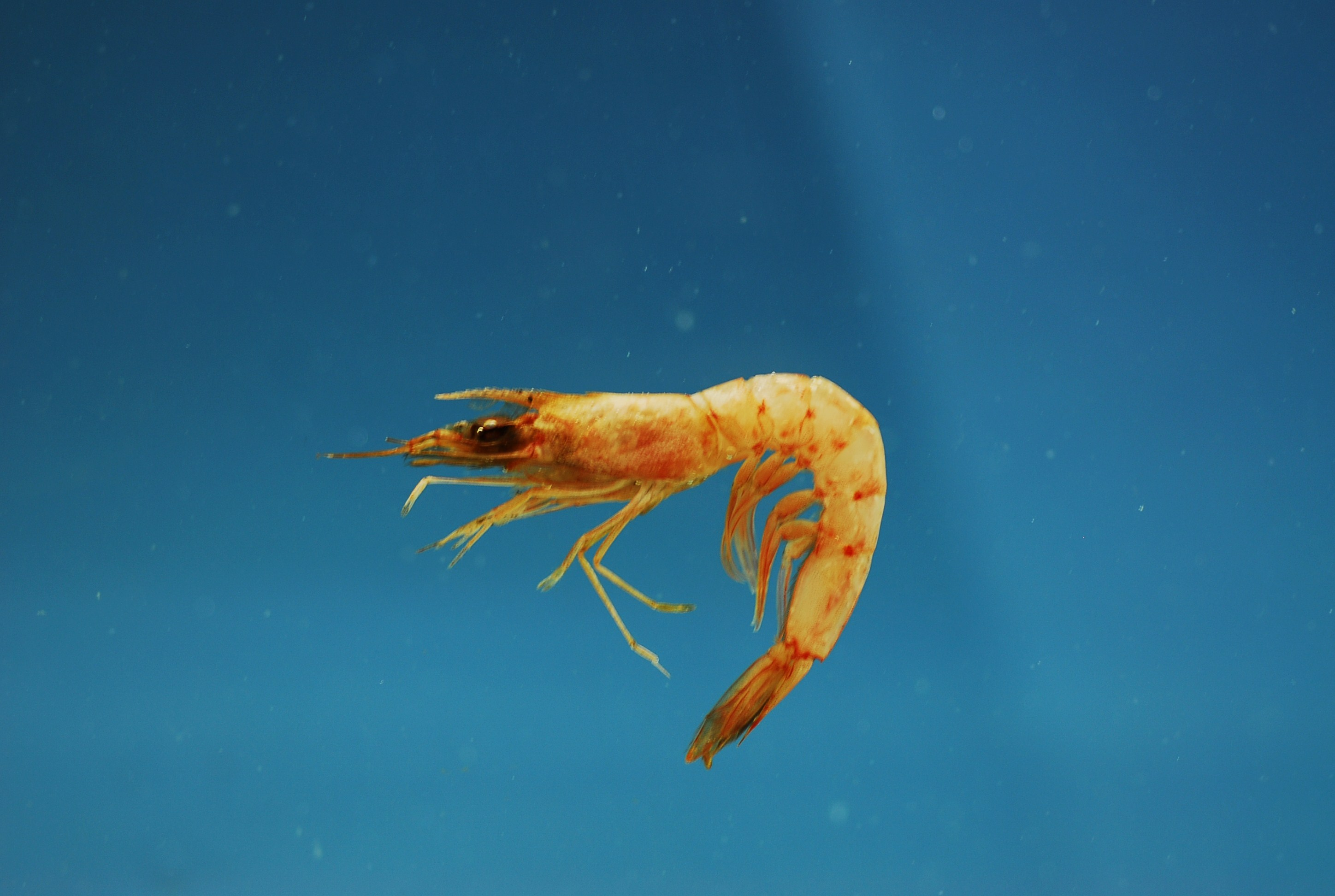